# Cirrochroa zebuna
Cirrochroa zebuna är en fjärilsart som beskrevs av Hans Fruhstorfer 1912. Cirrochroa zebuna ingår i släktet Cirrochroa och familjen praktfjärilar. Inga underarter finns listade i Catalogue of Life.